# کنترل ناقل

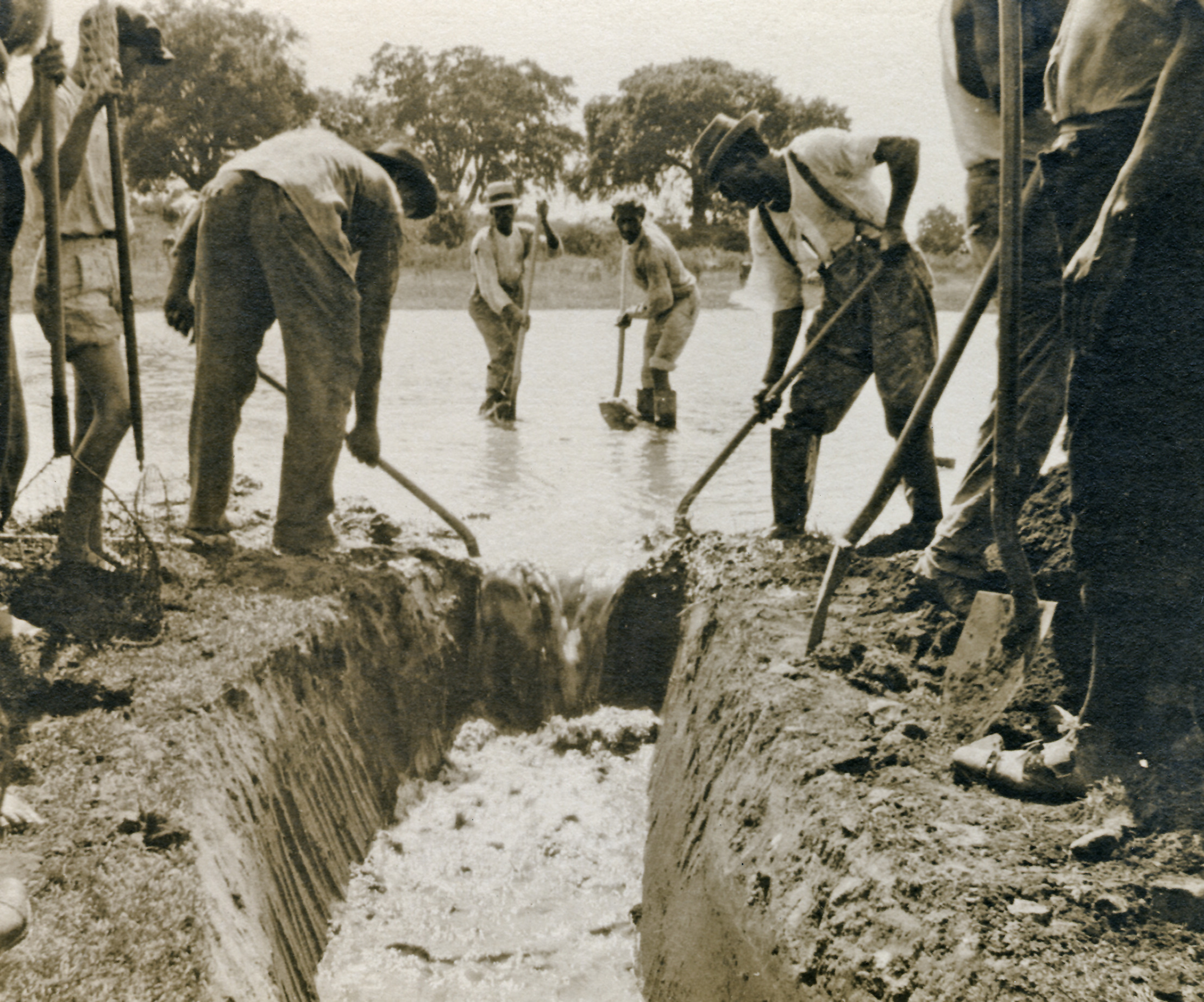
کنترل ناقل در دهه ۱۹۲۰ در جنوب ایالات متحده اتفاق می‌افتد.

کنترل ناقل به روش‌های محدود کردن یا ریشه کن کردن پستانداران، پرندگان، حشرات یا سایر بندپایان (به‌طور کلی " ناقل‌ها ") است که عوامل بیماری‌زا را منتقل می‌کند. متداول‌ترین نوع کنترل ناقل ، کنترل پشه با استفاده از استراتژی‌های مختلف است. چندین مورد از " بیماریهای گرمسیری مغفول " توسط چنین ناقل‌هایی پخش می‌شوند.

## اهمیت
در مورد بیماریهایی مانند ویروس Zika، تب نیل غربی و تب دانگو وجود ندارد که هیچ درمانی مؤثری ندارند، کنترل ناقل تنها راه محافظت از جمعیت انسانی است.

## روش‌ها
کنترل ناقل بر استفاده از روش‌های پیشگیری برای کنترل یا از بین بردن جمعیت ناقل تمرکز دارد. اقدامات پیشگیرانه رایج عبارتند از:

## قانون گذاری

### ایالات متحده
در ایالات متحده، شهرها یا مناطق ویژه وظیفه کنترل ناقل را بر عهده دارند. به عنوان مثال، در کالیفرنیا، منطقه کنترل ناقل کانتی بزرگ لس آنجلس منطقه ویژه ای است که توسط ایالت برای نظارت بر کنترل ناقل در چند شهر ایجاد شده‌است.